# Elysius walkeri
Elysius walkeri là một loài bướm đêm thuộc phân họ Arctiinae, họ Erebidae.